# Phaeoceros flexivalvis
Phaeoceros flexivalvis là một loài rêu trong họ Anthocerotaceae. Loài này được Nees & Gottsche Hässel de Menéndez mô tả khoa học đầu tiên năm 1989.